# Queen's Park (métro de Londres)
Queen's Park (en anglais : Queen's Park tube station ou Queen's Park Underground Station), est une station de jonction de la ligne Bakerloo du métro de Londres, en zone 2 Travelcard. Elle est située sur la Salusbury Road, à Queen's Park, sur le territoire du borough londonien de Brent, dans le Grand Londres.
Elle est en correspondance avec la gare de Queen's Park (orthographié également Queens Park) desservie par le réseau London Overground dont elle partage l'entrée et les quais.

## Situation sur le réseau
La station Queen's Park marque la jonction entre la ligne Bakerloo du métro de Londres et la Watford DC line (en) qui est l'infrastructure empruntée par la section nord de la Bakerloo et partagée avec les trains du réseau London Overground. Intégrée dans les infrastructures de la gare de Queen's Park, elle est située entre les stations Kensal Green, en direction du terminus Harrow & Wealdstone de la Bakerloo, et Kilburn Park en direction du terminus Elephant & Castle.

Plans : de la Bakerloo line, de la Watford DC line et des transports à Londres
Bakerloo line.
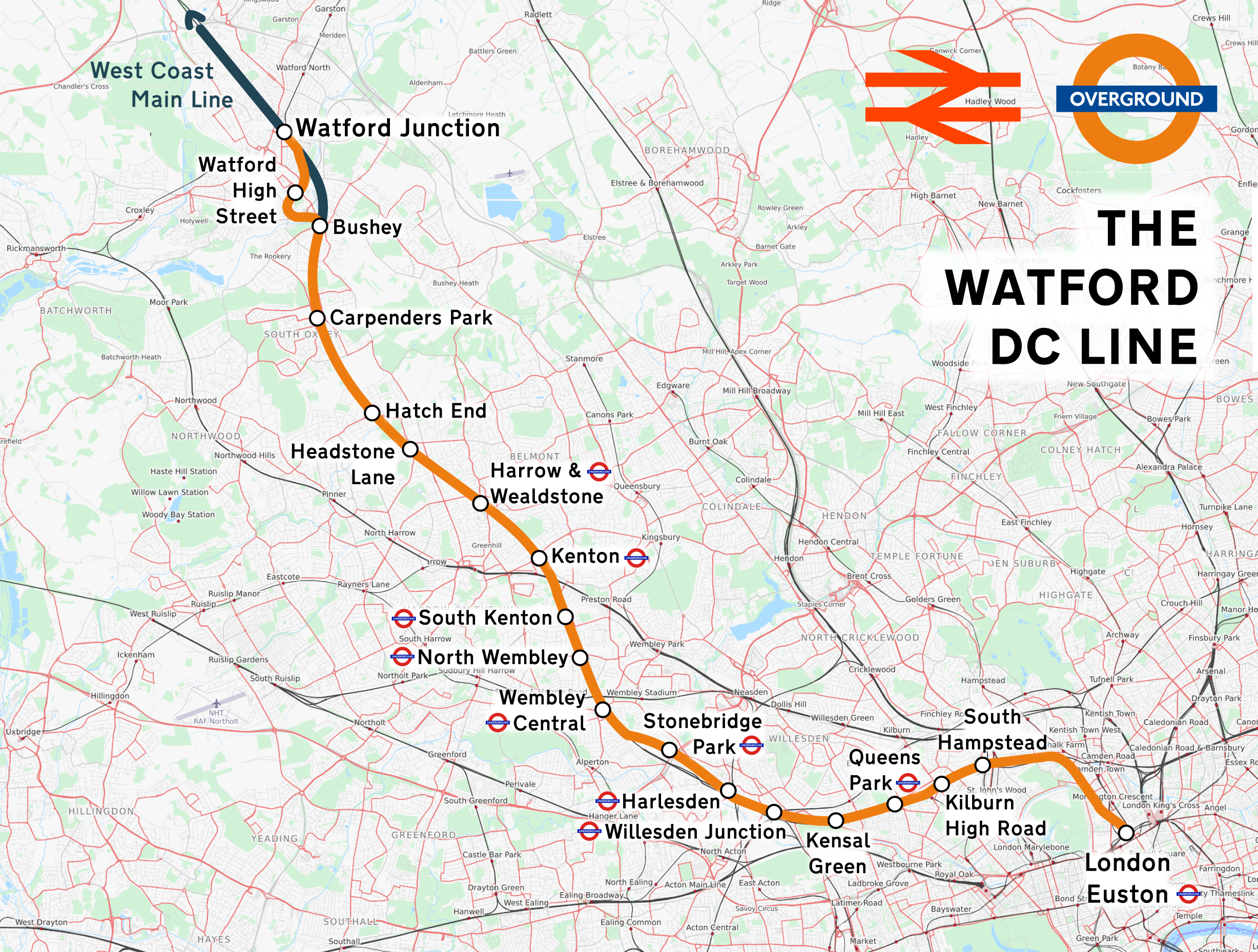
Watford DC line.
Réseaux de Londres.

## Histoire
La station, alors dénommée West Kilburn est mise en service, intégrée dans les infrastructures de la gare, le 11 février 1915, lors de l'ouverture du tronçon depuis la station de Kilburn Park. Le tronçon suivant jusqu'à Willesden Junction est ouvert le 10 mai 1915. Elle est renommée Queen's Park en 1954.

## Services aux voyageurs

### Accès et accueil
La station utilise une entrée commune avec la gare sur la Salusbury Road.

### Desserte
Queen's Park est desservie par les rames de la ligne Bakerloo du métro de Londres circulant sur les relations Harrow & Wealdstone, ou Stonebridge Park, et Elephant & Castle.

Installations et desserte
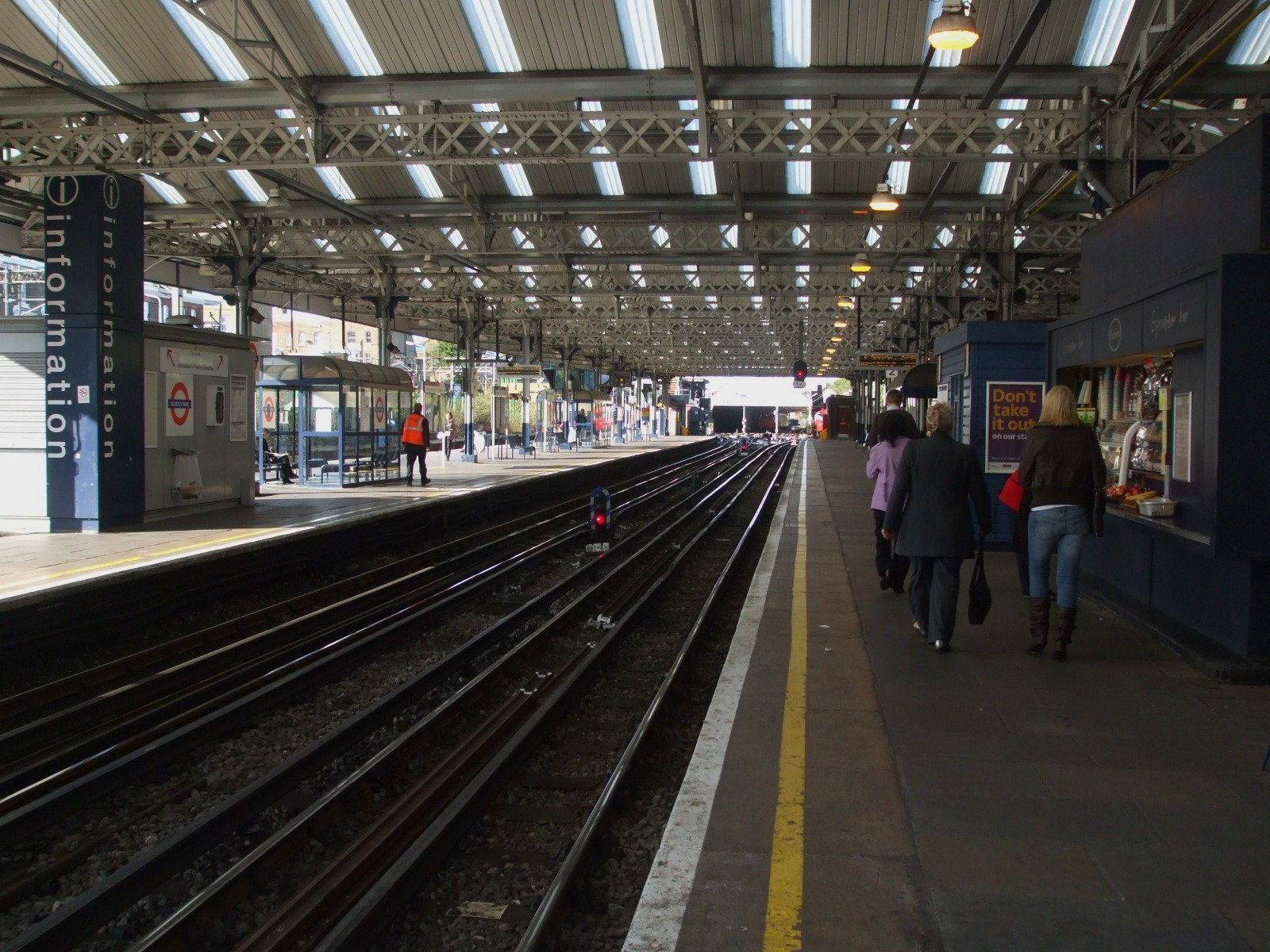
Quais 3 et 4.
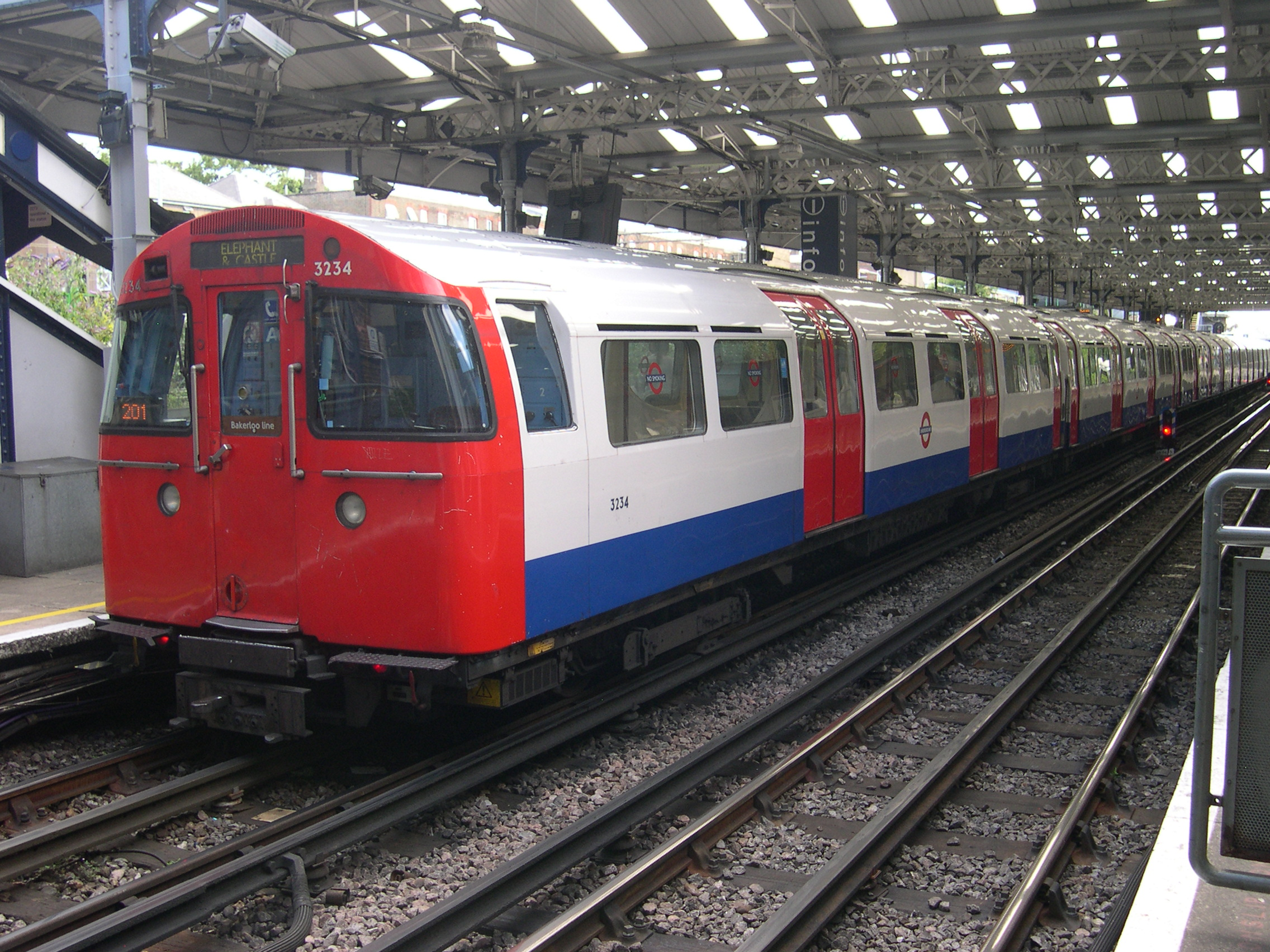
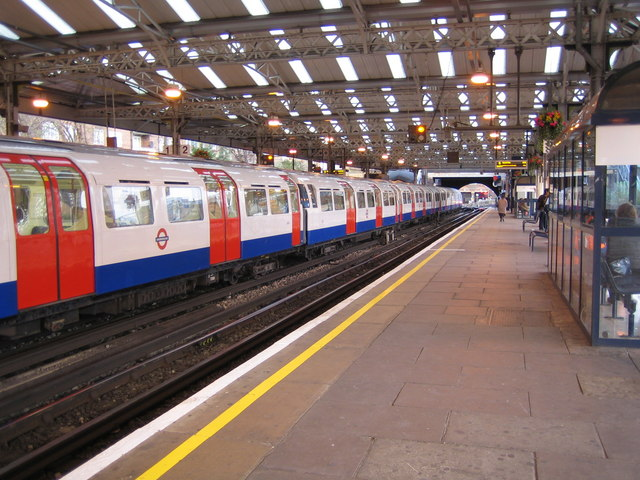

### Intermodalité
Elle est en correspondance avec la gare de Queen's Park, du réseau London Overground, qui utilise la même infrastructure (voies et quais).
Comme la gare, la station est desservie par des lignes des autobus de Londres : 6, 36, 187, 206 et 316.

## À proximité
- Queen's Park (Londres)